# بيدرو-رودريغيث (آبلة)
بلدية بيدرو-رودريغيث (بالإسبانية: Pedro-Rodríguez) هي بلدية تقع في مقاطعة آبلة التابعة لمنطقة قشتالة وليون وسط إسبانيا.

## الديموغرافيا
بلغ عدد سكان بلدية بيدرو-رودريغيث 198 نسمة عام 2011 (وفقاً للمعهد الوطني للإحصاء الإسباني).
| 228 | 219 | 223 | 215 | 224 | 221 | 198 |